# Большой Алзынь
Большой Алзынь (Анзас) — река в России, протекает по Таштагольскому району Кемеровской области.
Устье реки находится на высоте 402 м над уровнем моря в 21 км от устья реки Анзас по правому берегу. Длина реки составляет 10 км.

## Данные водного реестра
По данным государственного водного реестра России относится к Верхнеобскому бассейновому округу, водохозяйственный участок реки — Кондома, речной подбассейн реки — Томь. Речной бассейн реки — (Верхняя) Обь до впадения Иртыша.
Код водного объекта в государственном водном реестре — 13010300112115200009752.